# Miklya Jenő
Miklya Jenő (Tótkomlós, 1927. június 27. – Szeged, 2002. január 2.) tanító, muzeológus, helytörténész.
A gimnázium első négy osztályát Békéscsabán végezte, majd a miskolci Evangélikus Líceum és Tanítóképző Intézet hallgatója lett. Tanítói oklevelét, a világháború miatt megkésve, Egerben szerezte meg (1947).
Csanádapácán kántortanító (1949–1952). A gyularemetei gyermekotthon nevelőtanára volt, amikor az orosházi múzeum évkönyvében megjelent Csanádapáca történetét ismertető írása (1960). A szeghalmi Halas-puszta tanyasi tanítójaként (1961) a gyermekekkel tervszerű tárgygyűjtő tevékenységbe kezdett, s az akkor szerveződő honismereti szakhálózat munkatársa lett. 1963. augusztusban Szeghalom elöljárói egy gyűjtemény megalapozásával bízták meg. Megszervezte a Sárréti írások első kötetének kiadását (1965). A járási művelődési központ előadójaként (1965–1972) honismereti szakkört vezetett, gyarapította a gyűjteményt, s meg határozó szervezője lett az észak-békési régió néprajzi és helytörténeti kutatásának is. Vezette az önálló szeghalmi gyűjteményt, majd az 1970-es években a Karácsonyi János Honismereti Egyesület (Békés megye) irodalomtörténeti tagozatának vezetője lett. Az 1980-as évek első felében a múzeumi munkán kívül könyvírással és szerkesztéssel, TIT-előadások tartásával, helytörténeti táborok vezetésével foglalkozott. Nagy szerepe volt a tájmúzeumi működési engedéllyel bíró Sárréti Múzeum létrehozásában (1984. január 6.). Nyugdíjba vonulása (1989) után is folytatta honismereti, helytörténeti és irodalomtörténeti munkásságát.
Kutatómunkája mellett tovább gyarapította a múzeum gyűjteményét, megírta a szeghalmi kórház- és egészségügy történetét, történeti antológiát adott közre (1996), kéziratban elkészítette a sárréti és szeghalmi csendőrség működését feltáró munkáját. Több száz cikket írt országos és megyei tudományos folyóiratokban és napilapokban. Elindította a Sárréti Füzetek sorozatot.

## Kitüntetések
- Kiváló Népművelő
- Szeghalomért kitüntető cím
- Szabó Pál-emlékplakett

## Főbb művei
- Csanádapáca. Adatok a község történetéhez, földrajzához, néprajzához (Csanádapáca, 1962)
- A pákászok világából a modern kereskedelembe (Szeghalom, 1970)
- Szeghalomtól–Verőcéig. Dapsy Gizella élete a dokumentumok tükrében (Szeghalom, 1984)